# Saint-Exupéry-les-Roches
Saint-Exupéry-les-Roches  (Sent Sepieri auf Okzitanisch) ist eine französische Gemeinde mit 592 Einwohnern (Stand 1. Januar 2022) im Département Corrèze in der Region Nouvelle-Aquitaine.

## Geografie
Die Gemeinde liegt im Zentralmassiv etwa zehn Kilometer westlich der Dordogne unweit des Plateau de Millevaches und dem Regionalen Naturpark Millevaches en Limousin. Der Meridian von Paris durchquert das Gemeindegebiet.
Tulle, die Präfektur des Départements, liegt ungefähr 70 Kilometer südwestlich, Ussel etwa 7 Kilometer nordwestlich und Bort-les-Orgues rund 20 Kilometer südwestlich.
Nachbargemeinden von Saint-Exupéry-les-Roches sind Saint-Fréjoux im Norden, Saint-Étienne-aux-Clos im Nordosten, Saint-Bonnet-près-Bort im Osten, Veyrières im Südosten, Saint-Victour im Süden, Chirac-Bellevue im Südwesten, Mestes im Westen sowie Ussel im Nordwesten.

### Verkehr
Der Ort liegt ungefähr 15 Kilometer südwestlich der Abfahrt 24 der Autoroute A89.

## Geschichte
Die größte Holzschuhfabrik Frankreichs produzierte hier zwischen 1873 und 1960.

## Wappen
Beschreibung: In Gold eine rot gemauerte schwarz gefugte Burg mit zwei Außentürmen und einen höheren Mittelturm. Auf der gezinnten Mauer stehen pfahlweis zwei blaue langgestielte  Barten nach außen zeigend. Das rote Burgtor ist verschlossen.

## Bevölkerungsentwicklung
| Jahr      | 1962 | 1968 | 1975 | 1982 | 1990 | 1999 | 2007 | 2016 |
| Einwohner | 676  | 564  | 509  | 474  | 515  | 529  | 526  | 590  |

## Wirtschaft
Der Flugplatz Ussel-Thalamy, betrieben von der Chambre de commerce et d’industrie de Tulle et Ussel (Industrie- und Handelskammer Tulle und Ussel), befindet sich auf halbem Wege nach Ussel auf den Gemeindegebieten von Saint-Exupéry-les-Roches und Saint-Bonnet-près-Bort.

## Persönlichkeiten
- Pierre de Murat de Cros (etwa 1320–1388), Benediktiner und Pseudokardinal

## Sehenswürdigkeiten
- Kirche Saint-Éxupère-et-Saint-Maurice, romanischer Sakralbau aus dem 11. und 12. Jahrhundert
- Château de la Gane, Profanbau aus dem 15. bis 18. Jahrhundert, seit dem 26. Dezember 1980 als Monument historique klassifiziert[1]
- Burgruine Charlus-Le-Pailhoux
- Burgruine Charlus-Chabanne